# Schtick
 (septembre 2024).
Si vous disposez d'ouvrages ou d'articles de référence ou si vous connaissez des sites web de qualité traitant du thème abordé ici, merci de compléter l'article en donnant les références utiles à sa vérifiabilité et en les liant à la section « Notes et références ».

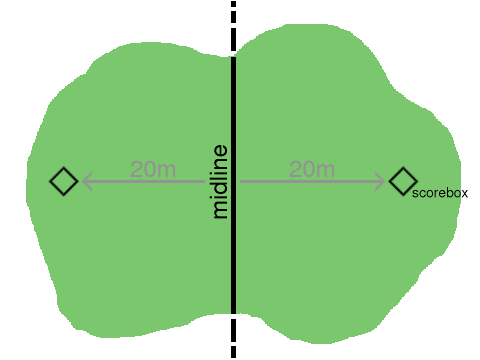
Terrain de schtick.

Le schtick est un sport d'équipe comparable à l'ultimate, et qui se joue à l'aide de deux frisbees. Le but du jeu est de faire atterrir un des frisbees dans une cible située à l'intérieur du camp adversaire. Inventé en 1994 par un groupe d'étudiants américains, ce jeu, comme la plupart des autres jeux de frisbee, est encore largement confidentiel. Ce qui explique que le règlement « officiel » proposé par ses créateurs est assez souple sur de nombreux points, comme la forme et la taille du terrain, le nombre de joueurs ou l'engagement de la partie.

## Terrain de jeu
Le terrain peut être de forme et de taille variable, mais se situe généralement à l'intérieur d'un carré d'environ 50 mètres de côté. Une ligne divise le terrain en deux camps adverses. Deux cibles ou « scoreboxes », d'environ 2 mètres de côté, sont placés de part et d'autre de la ligne centrale, à 20 mètres de celle-ci.

## Marche du jeu
Les équipes sont composées de 4 à 10 joueurs. Contrairement à l'ultimate, les joueurs peuvent courir le frisbee à la main. Cependant, si un joueur en possession du frisbee est touché par un adversaire quand il se trouve dans la partie du terrain appartenant à l'autre équipe, il est obligé de leur céder le frisbee. De même, un frisbee qui touche le sol revient à l'équipe du territoire où celui-ci s'arrête.
Un point est marqué quand un disque s'arrête dans une des scoreboxes.